# Peder Madsen (politiker)
 Der er flere personer med dette navn, se Peter Madsen.
Niels Peder Madsen (13. januar 1851 i Eskilstrup, Vig Sogn – 21. februar 1941) var en dansk kreditforeningsdirektør og politiker.
Han var søn af gårdejer Mads Larsen og hustru Ane f. Nielsdatter, var på ophold på Hindholm og Askov Højskoler samt på Tune Landboskole og overtog sin fødegård Hvidlykkegård 1876. Madsen blev landvæsenskommissær 1882, hvilket han var til 1912, medlem af sognerådet 1885-89 og af Holbæk Amtsråd 1886-1904, i repræsentantskabet for Kreditkassen for Landejendomme i Østifterne 1888, senere næstformand og formand og fra 1908 direktør i samme institution. 1922 blev han formand for direktionen.
Han var desuden formand i direktionen for Odsherredsbanen 1906-13, folketingsmand for Odsherredkredsen 1895-1909 for Venstrereformpartiet, medlem af Folketingets Finansudvalg 1904-08, medlem af Tuberkulosekommissionen af 1901 og af centralbestyrelsen for Nationalforeningen til Tuberkulosens Bekæmpelse. Han var Kommandør af 2. grad af Dannebrog og Dannebrogsmand.
Han var gift med Martine Kristine f. Andersen (13. december 1860 – ?).